# Antonio Stanghellini
Antonio Stanghellini (Forlimpopoli, 13 marzo 1931 – 29 settembre 1964) è stato un fisico italiano.
Figlio di un artigiano di Forlimpopoli, si laureò in fisica con lode nel 1954 presso l'Università di Bologna. 
Non lasciò l'Università e dedicò tutti i suoi interessi alla ricerca, con particolare attenzione alle particelle elementari.
Nei primi anni Sessanta assieme a Daniele Amati e Sergio Fubini, concepì al CERN il modello multiperiferico per la descrizione della produzione multipla di particelle, scoprendo, per la prima volta, una proprietà degli spettri dei secondari, divenuta successivamente nota con il nome di "Feynman scaling".
Insegnò all'Università di Bari e nel 1964 vinse la cattedra di Fisica Teorica presso l'Università di Bologna.
Morì per una grave malattia a soli 33 anni.
Per onorare la sua memoria, la Società italiana di fisica bandisce, ogni tre anni, un concorso ad una borsa di studio da destinare a un giovane laureato in Fisica per svolgere attività di ricerca.

## Pubblicazioni
Alcune fra le pubblicazioni di Antonio Stanghellini:
- A. Stanghellini, Interazione pione-pione, Il Nuovo Cimento (1955-1965), 1962, Volume 25, Supplement 2, Pages 108-122
- A. Stanghellini, Relation between π- N scattering and nucleon structure through ππ interactionscattering and nucleon structure through ππ interaction, IL Nuovo  Cimento (1955-1965), Volume 18, Number 6, 1258-1264
- M. Cini, S. Fubini and A. Stanghellini, The coupling constant of p-wave pion nucleon scattering, IL Nuovo Cimento (1955-1965), Volume 3, Number 6, 1380-1386
- D. Amati, A. Stanghellini, S. Fubini, Theory of High-Energy Scattering and Multiple Production, Il Nuovo Cimento, dicembre 1962, Vol. XXVI, N.5.
- D. Amati, J. Prentki and A. Stanghellini, Higher symmetries and pomerancuk conditions, Il Nuovo Cimento (1955-1965), Volume 26, Number 5, 1003-1009